# Mont-Dore
Mont-Dore é uma comuna francesa na região administrativa de Auvérnia-Ródano-Alpes, no departamento Puy-de-Dôme. Estende-se por uma área de 35,91 km². Em 2010 a comuna tinha 1 298 habitantes (densidade: 36,1 hab./km²).